# Robert Hoffmann (Historiker)
Robert Hoffmann (* 1946) ist ein österreichischer Historiker.

## Leben
Robert Hoffmann studierte Geschichte an den Universitäten Salzburg und Zürich. 1971 schloss er sein Studium mit einer Dissertation zur britischen Österreichpolitik während der Pariser Friedenskonferenz 1919 ab. 1970 bis 1972 absolvierte er einen Forschungsaufenthalt am Institut für Europäische Geschichte in Mainz. Von 1972 bis 1976 Bearbeiter des FWF-Projekts „Kirchen und Kolonisation“. 1976 wurde er Universitätsassistent am Institut für Geschichte der Universität Salzburg. Im Jahr 1986 habilitierte er sich mit dem  Thema „Siedlung und Siedlerbewegung in Österreich 1918-1938“ für „Allgemeine Geschichte der Neuzeit und Neuere Österreichische Geschichte“. 1997 a.o. Universitätsprofessor. Von 2001 bis 2004 war er Vorstand des Instituts für Geschichte der Universität Salzburg. Forschungsschwerpunkte: u. a. Missionsgeschichte, Geschichte des Bürgertums, Tourismusgeschichte, Urbane Lebenswelten, Stadtentwicklung. Forschungsprojekte: u. a. Fürsorgeerziehung und Fremdunterbringung in Salzburg nach 1945; Das Salzburger „Haus der Natur“ in der Ära von Eduard Paul Tratz, 1913–1976. Seit 1973 Redaktionsmitglied der österreichischen Fachzeitschrift „Zeitgeschichte“.

## Schriften (Auswahl)
- „Nimm Hack’ und Spaten...“ Siedlung und Siedlerbewegung in Österreich 1918–1938. Wien 1987 (= Österreichische Texte zur Gesellschaftskritik. Bd. 33).
- Erzherzog Franz Ferdinand und der Fortschritt. Altstadterhaltung und bürgerlicher Modernisierungswille in Salzburg. Wien/Köln/Weimar 1994.
- mit Hanns Haas und Kurt Luger (Hrsg.): Weltbühne und Naturkulisse. Zwei Jahrhunderte Salzburgtourismus. Salzburg 1994.
- (Hrsg.): Bürger zwischen Tradition und Modernität. Wien/Köln/Weimar 1997 (= Bürgertum in der Habsburgermonarchie. Band VI).
- Mythos Salzburg. Bilder einer Stadt. Salzburg 2002.
- mit Heinz Dopsch: Salzburg. Die Geschichte einer Stadt. 2. Aktualisierte Auflage. Salzburg/Wien/München 2008.
- mit Ingrid Bauer und Tina Kubek: Abgestempelt und ausgeliefert: Fürsorgeerziehung und Fremdunterbringung in Salzburg nach 1945. Mit einem Ausblick auf die Wende hin zur Sozialen Kinder- und Jugendarbeit von heute. Innsbruck/Wien/Bozen 2013.
- (Hrsg.): Auf den Spuren von Unbekannten: zwölf Salzburger Lebensläufe des 19. Jahrhunderts (= Schriftenreihe des Archivs der Stadt Salzburg. Band 22), Salzburg 2007.

- (Hrsg.): Festspiele in Salzburg. Quellen und Materialien zur Gründungsgeschichte. Band 1: 1913–1920. Unter der Mitarbeit von Bernhard Judex, Wien/Köln/Weimar 2020 (= Schriftenreihe des Forschungsinstitutes für politisch-historische Studien der Dr. Wilfried-Haslauer Bibliothek Salzburg. Band 75).
- mit Robert Lindner (Hrsg.): Ein Museum zwischen Innovation und Ideologie. Das Salzburger „Haus der Natur“ in der Ära von Eduard Paul Tratz, 1913–1976. Innsbruck/Wien 2021.